# 1928 Summa
1928 Summa eller 1938 SO är en asteroid i huvudbältet som upptäcktes den 21 september 1938 av den finske astronomen Yrjö Väisälä vid Storheikkilä observatorium. Den har fått sitt namn efter orten Summa.
Asteroiden har en diameter på ungefär 9 kilometer.